# Pitagora (nome)
Pitagora  è un nome proprio di persona italiano maschile.

## Varianti in altre lingue
- Azero: Pifaqor
- basco: Pitagoras
- Bulgaro: Питагор (Pitagor)
- Catalano: Pitàgores[5]
- Croato: Pitagora
- Esperanto: Pitagoro
- Francese: Pythagore
- Galiziano: Pitágoras
- Greco antico: Πυθαγόρας (Pythagoras)[3][4][6][7]
- Greco moderno: Πυθαγόρας (Pythagoras)
- Inglese: Pythagoras
- Islandese: Pýþagóras
- Latino: Pythagoras[1][4]
- Lettone: Pitagors
- Lituano: Pitagoras
- Macedone: Питагора (Pitagora)
- Olandese: Pythagoras
- Polacco: Pitagoras
- Portoghese: Pitágoras
- Rumeno: Pitagora
- Russo: Пифагор (Pifagor)
- Slovacco: Pytagoras
- Sloveno: Pitágora, Pitágoras
- Spagnolo: Pitágoras[5]
- Ucraino: Піфагор (Pifahor)
- Ungherese: Püthagorasz

## Origine e diffusione

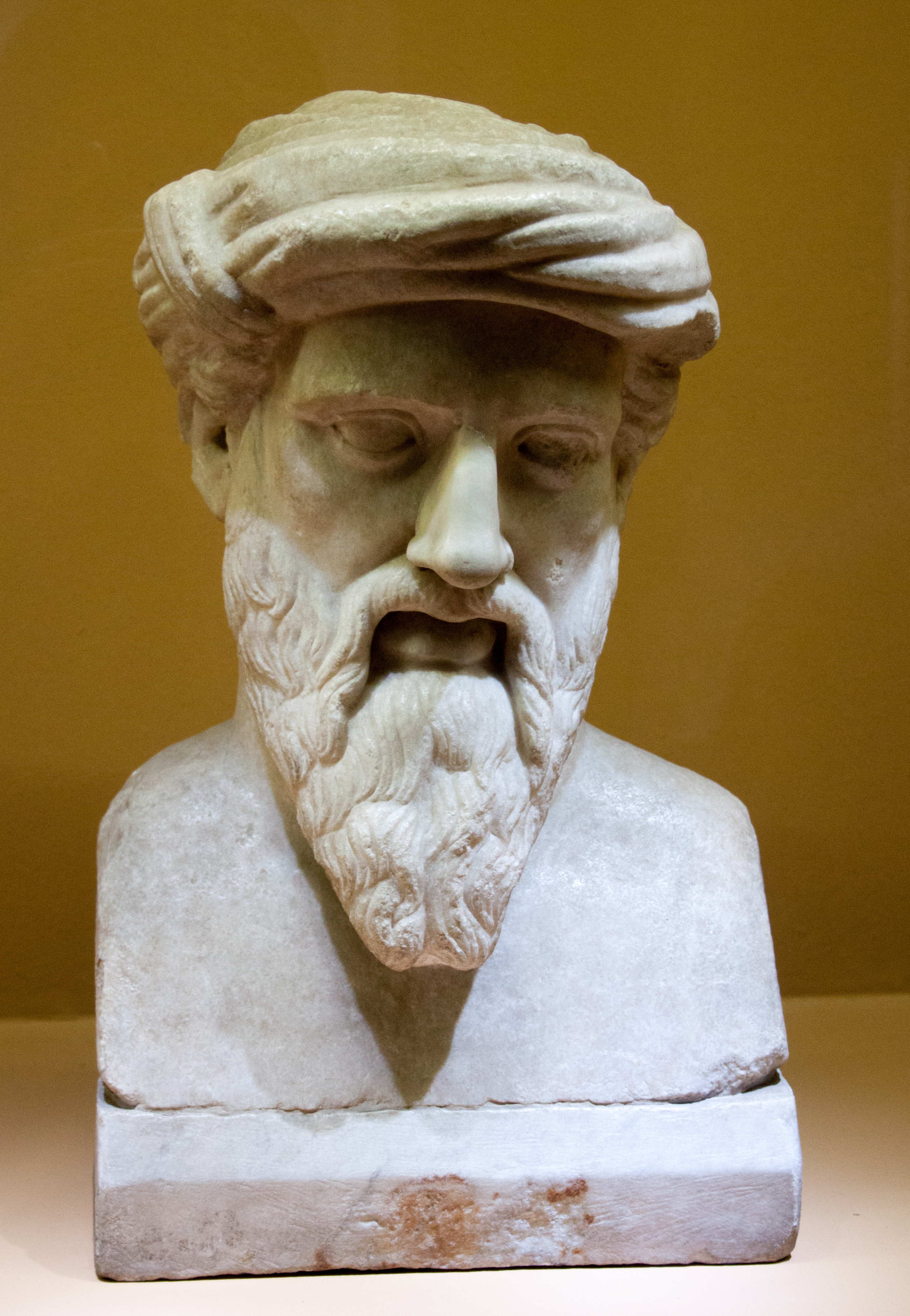
Busto raffigurante Pitagora

Nome di scarsa diffusione, deriva dal greco antico Πυθαγόρας (Pythagoras), di etimologia dibattuta. È composto da due elementi di cui il secondo è certamente ἀγορά (agorà, "piazza"); secondo alcune fonti, il primo è Πυθιος (Pythios, un epiteto di Apollo che indica anche i suoi oracoli, come la Pizia); in tal caso il significato potrebbe essere interpretato come "che espone oracoli", oppure potrebbe alludere ad un parlare misterioso e alla saggezza. Secondo altre fonti, il primo elemento invece è πεἰθω (pèithō, "persuadere"), quindi il significato complessivo potrebbe essere "colui che persuade la piazza", "colui che parla in piazza", "oratore della piazza".
È molto noto per essere stato portato da Pitagora, il famoso filosofo e matematico greco antico.

## Onomastico
L'onomastico si può festeggiare il 1º novembre, giorno di Ognissanti, poiché il nome non possiede santo patrono ed è quindi adespota.

## Persone
- Pitagora, matematico, legislatore, filosofo, astronomo, scienziato e politico greco antico
- Pitagora, liberto romano sposato da Nerone
- Pitagora di Reggio, scultore greco antico